# 美国国家安全局无证监听争议
美国国家安全局无证监听争议（无证监听）涉及美国国家安全局作为反恐战争的一部分，在收集外国情报的过程中，对该国境内的个人实施的监视活动。這一小布什當局所谓的“恐怖分子监听计划”是范围更广的总统监听计划的一部分。在该计划下，国家安全局通过获得行政命令的授权，可在未获得搜查令的情况下对电话，互联网活动（如Web和email等），短消息，以及其它涉及被国家安全局认为位于美国境外的一方的通信内容（即使另一方位于美国境内。然而批评者声称， 该计划的目的是打压对小布什当局及其对几个敏感问题的处理方式的批评。在公共压力下，小布什政府在2007年1月被迫停止了无证监听计划，重新将监听评估工作交由外国情报监视法 (FISA)法庭进行。美国国会后来通过了外国情报监视法2008年修正案，放松了对FISA法庭的一些要求。
在巴拉克·欧巴马政府上任後，国家安全局继续在新FISA准则下运作。然而，在2009年4月，美国司法部官员承认，国家安全局曾经参与了超出FISA法庭权威的、针对国内通信内容的“过度收集”（“overcollection”），但声称这些行动不是有意进行的，并已得到纠正。

## 概述
国家安全局进行的所有针对美国公民的监听活动都需要由依据外国情报监视法案（FISA）设立的，由三名法官组成的法庭颁发的搜查令。九一一袭击事件发生后，国会通过了《爱国者法案》，以进行反恐战争为名，赋予了总统广泛的权力。小布什政府利用这些权利绕过了FISA法庭，依据其国家安全局电子监听计划下令国家安全局直接对基地组织实施间谍活动。当时有报道指出一场“明显出于意外的”（“apparently accidental”）“故障”（“glitch”）使国家安全局截获了国内通信内容。有多个团体，包括国会部分議員，认为这一行动违反了宪法。
尽管该计划的确切范围不为人知，但国家安全局仍然或曾经对国内几个主要电信公司间的光纤通信内容拥有完全的，不受监管的访问，这包括了电话，email，web浏览，和公司的私有网路通信内容。批评者说, 这种 “国内的”监听活动需要得到外国情报监视法庭依据FISA作出的许可。小布什当局则认为，得到批准的监听活动不是针对国内的，而是进行战争所必要的对外情报活动，并且FISA对搜查令的要求则被其後通过授权使用军事力量打击恐怖分子(AUMF)决议取代。FISA禁止以官方行动为名故意参与电子监听活动，或在已知未获批准的情况下以官方行动为名透露或使用由电子监听获得的信息，违者可被处以高达 $10,000 美元的罚金和/或高达五年的监禁。另外，窃听法案也禁止任何个人从事非法窃听，透露，使用，或泄露电话和电子通信内容；违者可被处以罚金和/或高达五年的监禁。
依据纽约时报2005年12月16日的最初报道，司法部长阿尔韦托·冈萨雷斯证实了该计划的存在。该日前一晚，该报将其独家报道发表在其网站上，因为有消息称小布什当局可能将采用“五角大楼文件”式的法院禁令阻止文章出版。该报的批评者称，该报的执行主编比爾·凱勒早在2004年总统大选前就开始打压该文章的发表，而事实上该报最终的报道与记者 詹姆斯·雷森和埃里克· 裏希特布勞在2004年提交的版本基本相同。前司法部雇员托馬斯·塔姆在2008年12月接受《新闻周刊》采访时透露了自己向纽约时报告密者的身份。联邦调查局从2005年起开始针对有关该计划的泄密进行调查，共有25名探员和5名检察官参与此案。
Gonzales称，该项目批准了无证监听的进行，只要政府“拥有合理的依据，相信通信的某一方是基地组织的成员，与基地组织有关，或是与基地组织有关的组织的成员，或为基地组织提供支持”，并且其中一方 “在美国境外”。这一消息立即在民选官员，民权活动人士，法律学者，和大众间引发了关于该计划的合法性与合宪性，及其被滥用的可能性的担忧。其後，争议又扩大到媒体在揭露秘密项目中的角色，国会在其行政监督职能中的角色和责任，以及宪法第二章所赋予总统的权力范围和程度。

## 監聽對象
- 德意志聯邦共和國第八任總理安格拉·梅克爾[20]
- 法國第22任總統席哈克
- 法國第23任總統尼古拉·薩科齊
- 法國第24任總統法蘭索瓦·歐蘭德[21]